# قضاء جزين
قضاء جزين هو أحد أقضية محافظة الجنوب الثلاثة، يحده من الشمال محافظة جبل لبنان ومن الشرق قضاء مرجعيون ومحافظة البقاع من الجنوب محافظة النبطية ومن الغرب قضاء صيدا - الزهراني.
ينحدر قضاء جزين من الشرق ابتداءً من سفوح جبل نيحا هبوطا حتى مرتفعات قضاء صيدا غرباً، ويمتد من مجرى نهر الأولي شمالاً حتى حدود إقليم التفاح ومجرى نهر الليطاني جنوباً محتلا بذلك مساحة 261 كيلومتراً مربعاً. حوالي 75% من الناخبين المسجلين (59,642) في المنطقة هم من المسيحيين. من بين هؤلاء كان حوالي 60% من الموارنة، وحوالي 15% من الروم الكاثوليك، والباقي من مختلف الطوائف المسيحية الأخرى. أما نسبة 25% المتبقية، فهم تقريباً من المسلمين الشيعة بشكل حصري، في حيث سُجل 1,085 وحوالي 567 ناخباً سُنياً ودرزياً على التوالي. وهذا ما يميز القضاء عن بقية جنوب لبنان، والتي يشكل فيها المسلمين الغالبية الدينية.

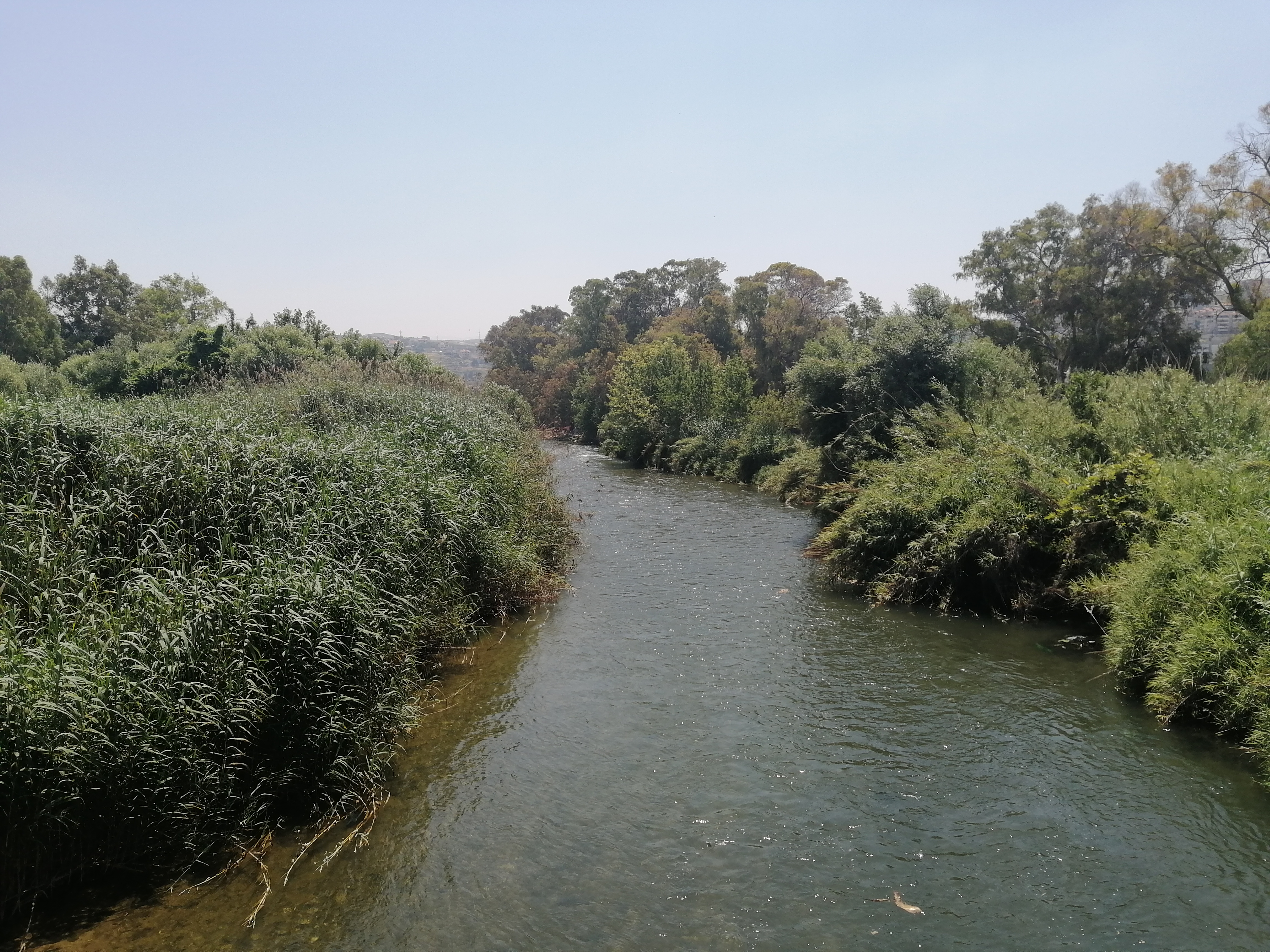
نهر الأولي

## مواقع خارجية
- مركز المعلوماتية للتنمية الحلية نسخة محفوظة 1 فبراير 2009 على موقع واي باك مشين.